# 魯德利韋
50°32′2″N 25°26′28″E / 50.53389°N 25.44111°E
魯德利韋（烏克蘭語：Рудливе），是烏克蘭西北部的村莊，隸屬里夫內州的杜布諾區。該村始建1640於年，面積5.71平方公里，海拔高度190米，2001年人口123，人口密度每平方公里21.5人。